# جون داينهام (بارون داينهام الأول)
جون داينهام، بارون داينهام الأول (بالإنجليزية: John Dynham, 1st Baron Dynham)‏ ولد ( 1433–1501)، كان نبيلاً و سياسياً إنجليزياً.